# Luca D'Andrea (futbolista)
Luca D'Andrea (Nápoles, 6 de septiembre de 2004) es un futbolista profesional italiano que juega como centrocampista en el U. S. Sassuolo de la Serie A de Italia.

## Trayectoria
Jugó en las categorías inferiores del el SPAL, en enero del 2022 llegó a la cantera del U. S. Sassuolo.
Debutó profesionalmente el 18 de septiembre en la victoria ante el Torino F. C.

## Estadísticas

### Clubes
Actualizado al último partido disputado el 27 de agosto de 2023.
| Club                          | Div.          | Temporada     | Liga  | Liga  | Copas nacionales | Copas nacionales | Copas internacionales | Copas internacionales | Total | Total |
| Club                          | Div.          | Temporada     | Part. | Goles | Part.            | Goles            | Part.                 | Goles                 | Part. | Goles |
| ----------------------------- | ------------- | ------------- | ----- | ----- | ---------------- | ---------------- | --------------------- | --------------------- | ----- | ----- |
| U. S. Sassuolo · Italia       | 1.ª           | 2022-23       | 5     | 0     | 0                | 0                | ―                     | ―                     | 5     | 0     |
| U. S. Catanzaro 1929 · Italia | 2.ª           | 2023-24       | 9     | 0     | 2                | 0                | ―                     | ―                     | 11    | 0     |
| Total carrera                 | Total carrera | Total carrera | 14    | 0     | 2                | 0                | 0                     | 0                     | 16    | 0     |